# Kirche Benz

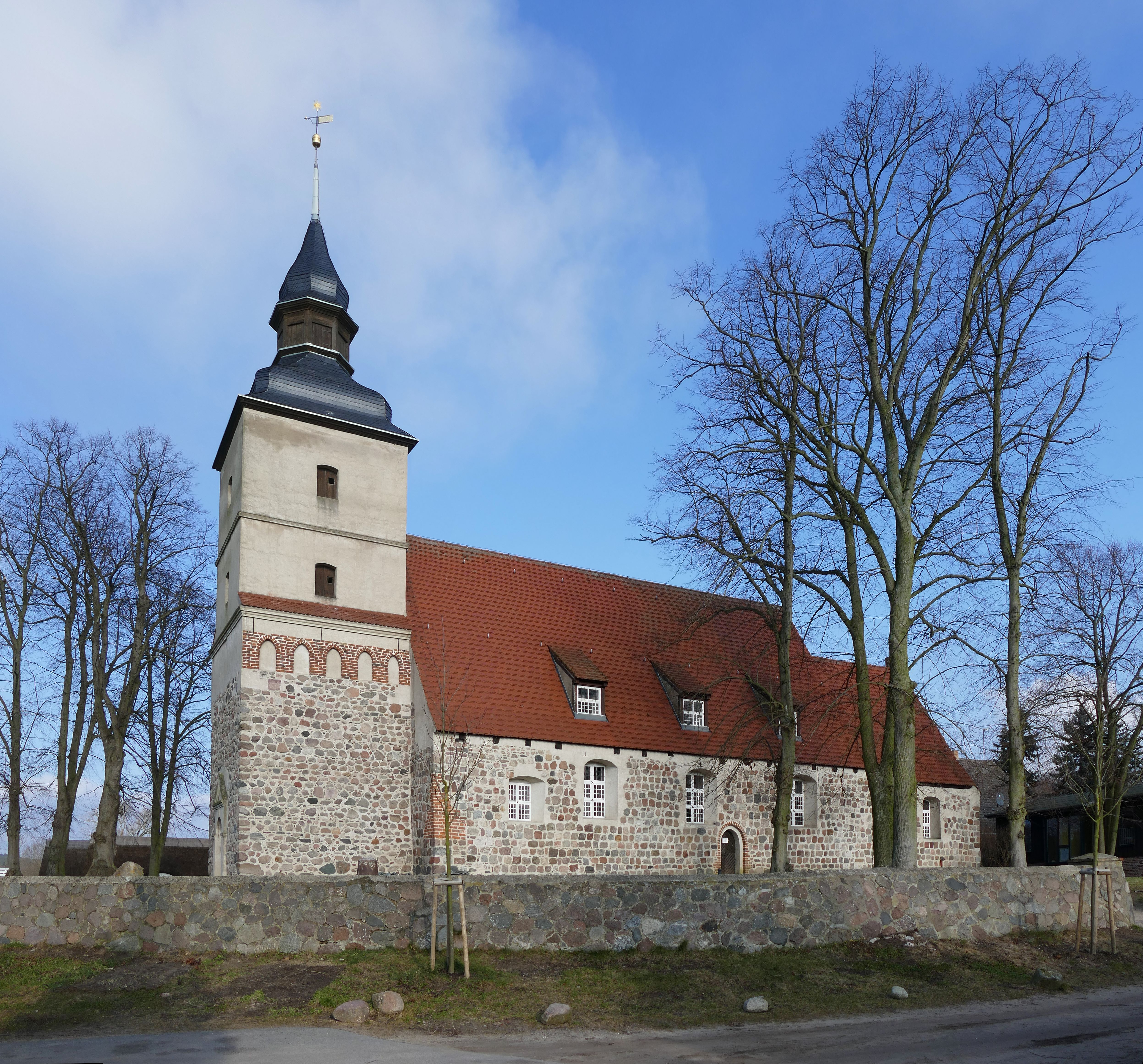
Die Kirche in Benz (2015)

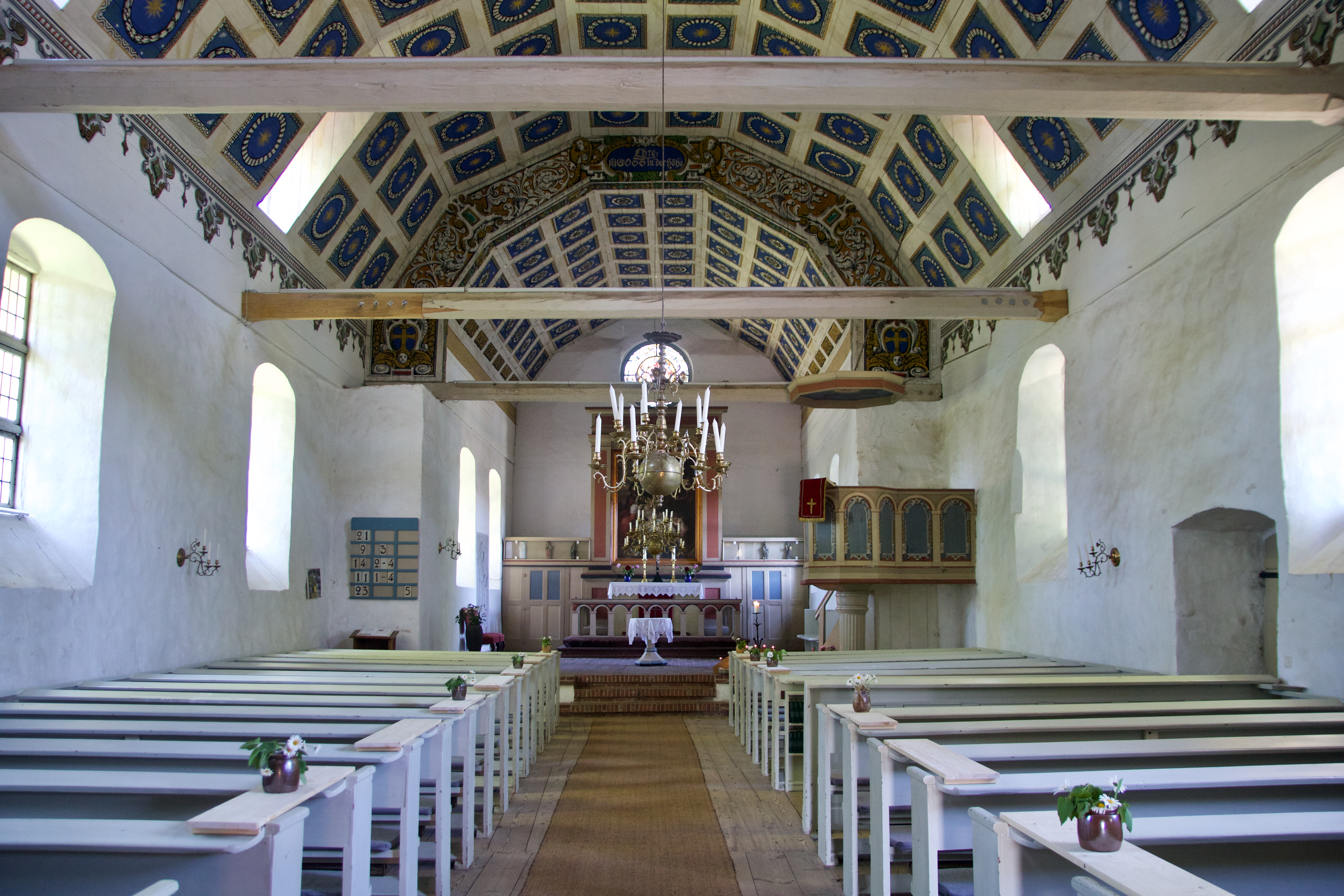
Blick in das Kirchenschiff

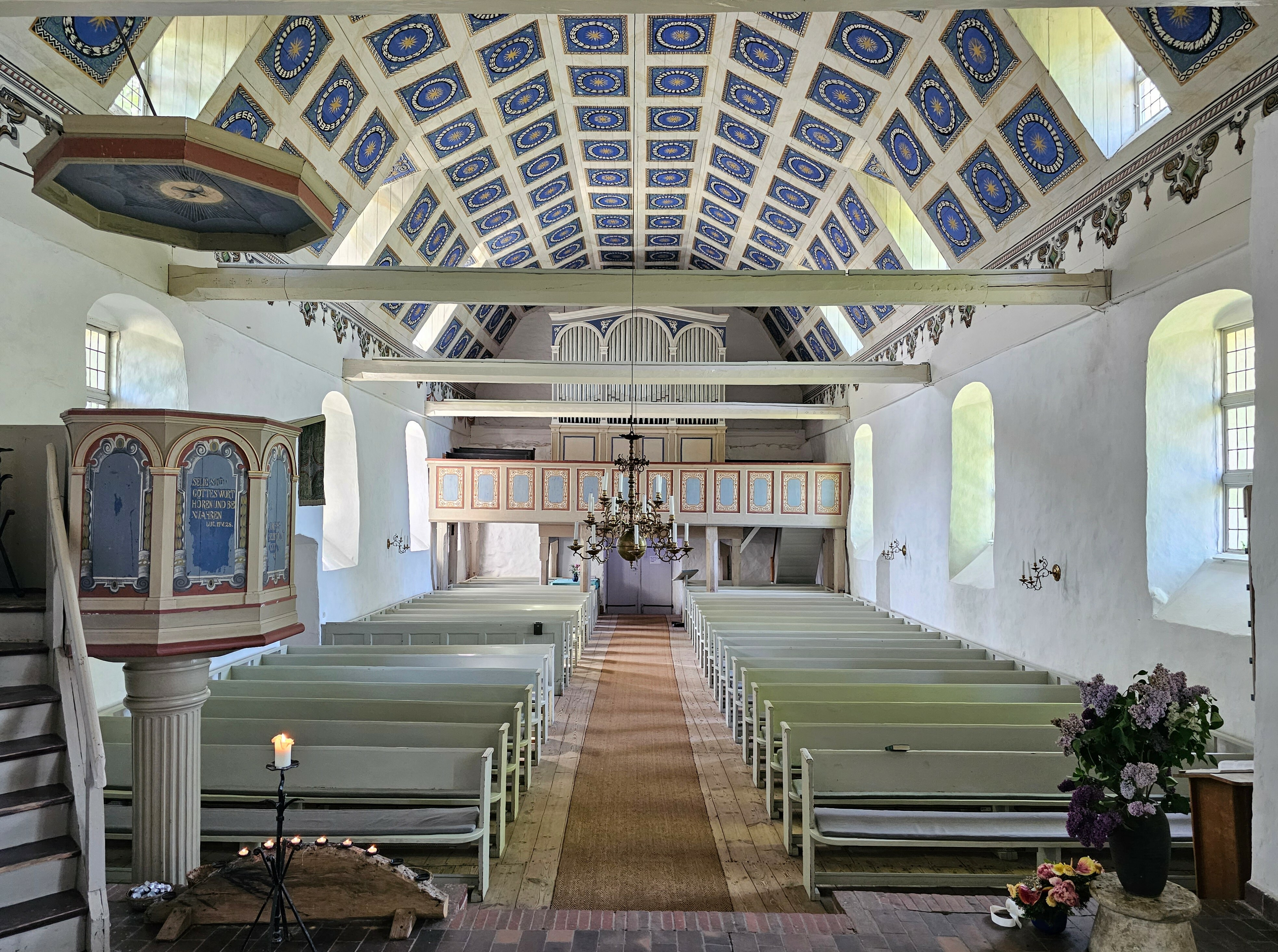
Blick zur Orgel (2023)

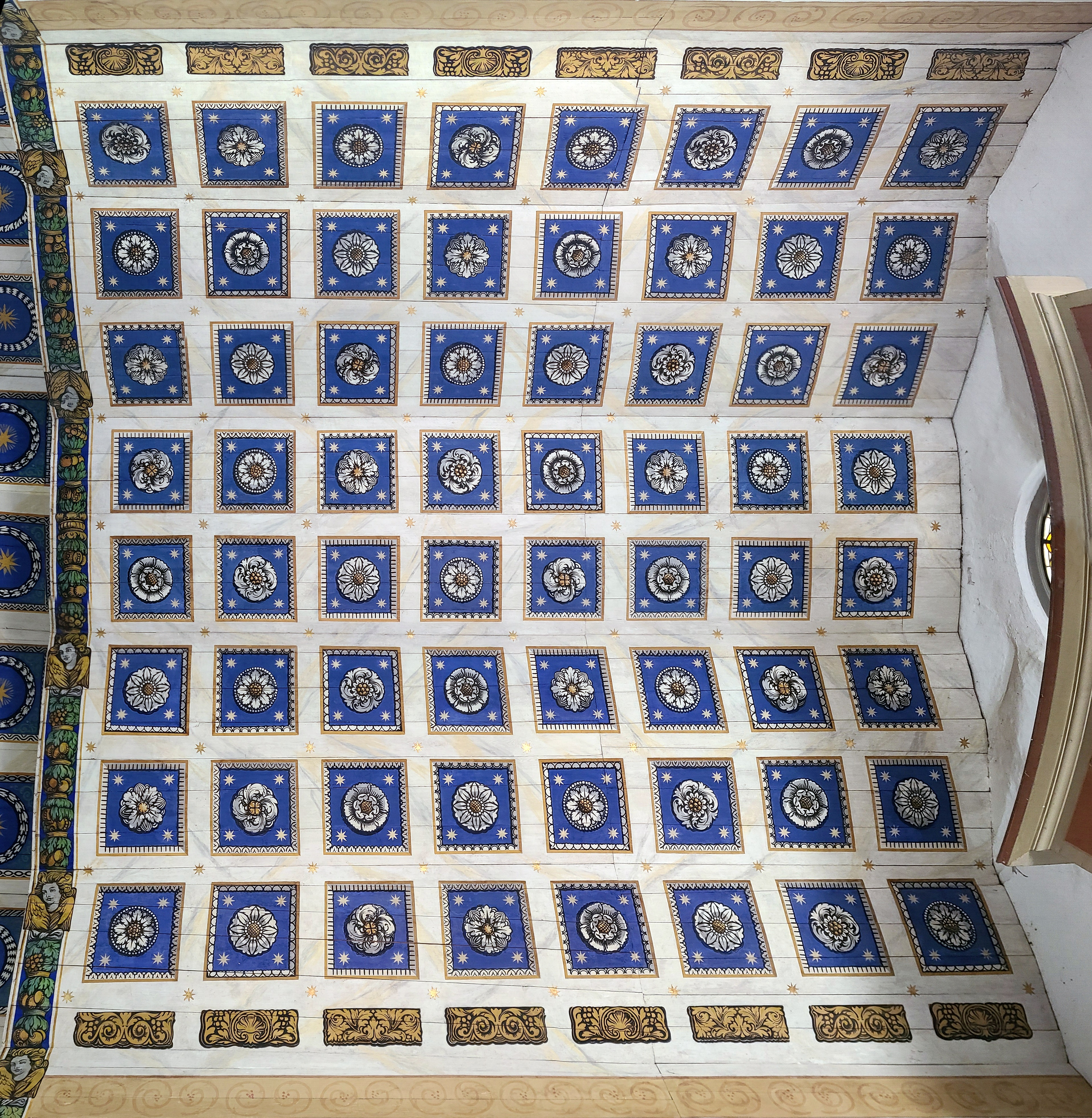
Sternenhimmel über dem Altar (2024)

Die Kirche Benz (auch: St.-Petri-Kirche) ist ein aus dem 15. Jahrhundert stammendes Kirchengebäude in der Gemeinde Benz in Vorpommern.

## Geschichte
Der rechteckige, einschiffige Bau mit westlichem Kirchturm ist im Kern frühgotisch gestaltet, wurde jedoch vielfach verändert. Große Teile des heutigen Kirchengebäudes gehen auf die Vorgängerkirche (um 1300) zurück. Gegen Ende des Mittelalters wurde ein Chorraum angebaut. Im Dreißigjährigen Krieg wurden die Bänke von kaiserlichen Soldaten herausgebrochen und die Kirche als Pferdestall benutzt. Der schwedische Amtshauptmann Peter Appelmann ließ 1663 die Kirche renovieren, vollkommen neu ausstatten und ein Erbbegräbnis für seine Familie einrichten. Am aus dem Jahr 1740 stammenden Turm mit Haube befindet sich ein schlichtes Renaissanceportal. 1741 wurde der Chor zur kleinen Kirche, dem heutigen Altarraum, umgebaut.
1836 fanden umfangreiche Renovierungsarbeiten statt. Dabei wurde die Balkendecke durch ein hölzernes Tonnengewölbe ersetzt, auf das 1909 vom Königlichen Hof- und Dekorationsmaler Adolf Dittmer aus Stettin eine als Sternenhimmel gestaltete Kassettendecke gemalt wurde. 1875 wurde der Turm repariert. Im Jahr 1911 musste der Turm mit Ausnahme der unteren Etage abgenommen werden. Er wurde im alten Stil wieder aufgebaut. Bei der umfassenden Kirchenreparatur wurde auch das Innere der Kirche renoviert. Der Sternenhimmel wurde ab 2017 umfangreich saniert.
Die evangelische Kirchgemeinde Benz/Usedom gehört seit 2012 zur Propstei Pasewalk im Pommerschen Evangelischen Kirchenkreis der Evangelisch-Lutherischen Kirche in Norddeutschland. Vorher gehörte sie zum Kirchenkreis Greifswald der Pommerschen Evangelischen Kirche.

## Ausstattung
Zur Ausstattung gehört ein Altar von 1712 mit sechs kleinen, übermalten spätgotischen Schnitzfiguren (Petrus, Elisabeth von Thüringen, dem Evangelisten Johannes, Johannes dem Täufer und Katharina); diese Figuren werden nach und nach in ihrer ursprünglichen Farbgestaltung wiederhergestellt. Die an der Nordwand des Chorraumes befindliche Grabplatte aus Kalkstein, die das flache Relief des 1586 verstorbenen fürstlichen Kanzlers Jakob von Küssow in einem ritterlichen Gewand zeigt, befand sich ursprünglich über der Gruft des Verstorbenen in der Mitte des Chorraums.
Das Geläut der Kirche bestand ursprünglich aus zwei 1814 durch die Gebrüder Schwenn aus Stettin gegossenen Glocken. Von diesen existiert nur noch eine; sie trägt die Inschrift
„Als Bonapartens Übermuth / entflammte jedes Volck zur Wuth /

und Friedrich Wilhelms Tapferkeit / durch seiner Preussen Muth /

siegreich half enden diesen Streit / für Freiheit Hab' und Gut /

da kündigte mein erster Klang / des holden Friedens Lobgesang.“
1906 wurde auf dem Friedhof der aus teilweise vergoldetem Kupfer bestehende Prunksarkophag der Catharina Appelmann (1643–1671) gefunden, der Frau des Amtshauptmanns Peter Appelmann. Der Sarkophag wurde später ins Heimatmuseum nach Swinemünde gebracht und ist seit Ende des Zweiten Weltkriegs verschollen.
Auf dem Kirchhof befinden sich die Gräber von Otto Niemeyer-Holstein und Rolf Ludwig. Lyonel Feininger malte und zeichnete die Kirche oft.

## Orgel

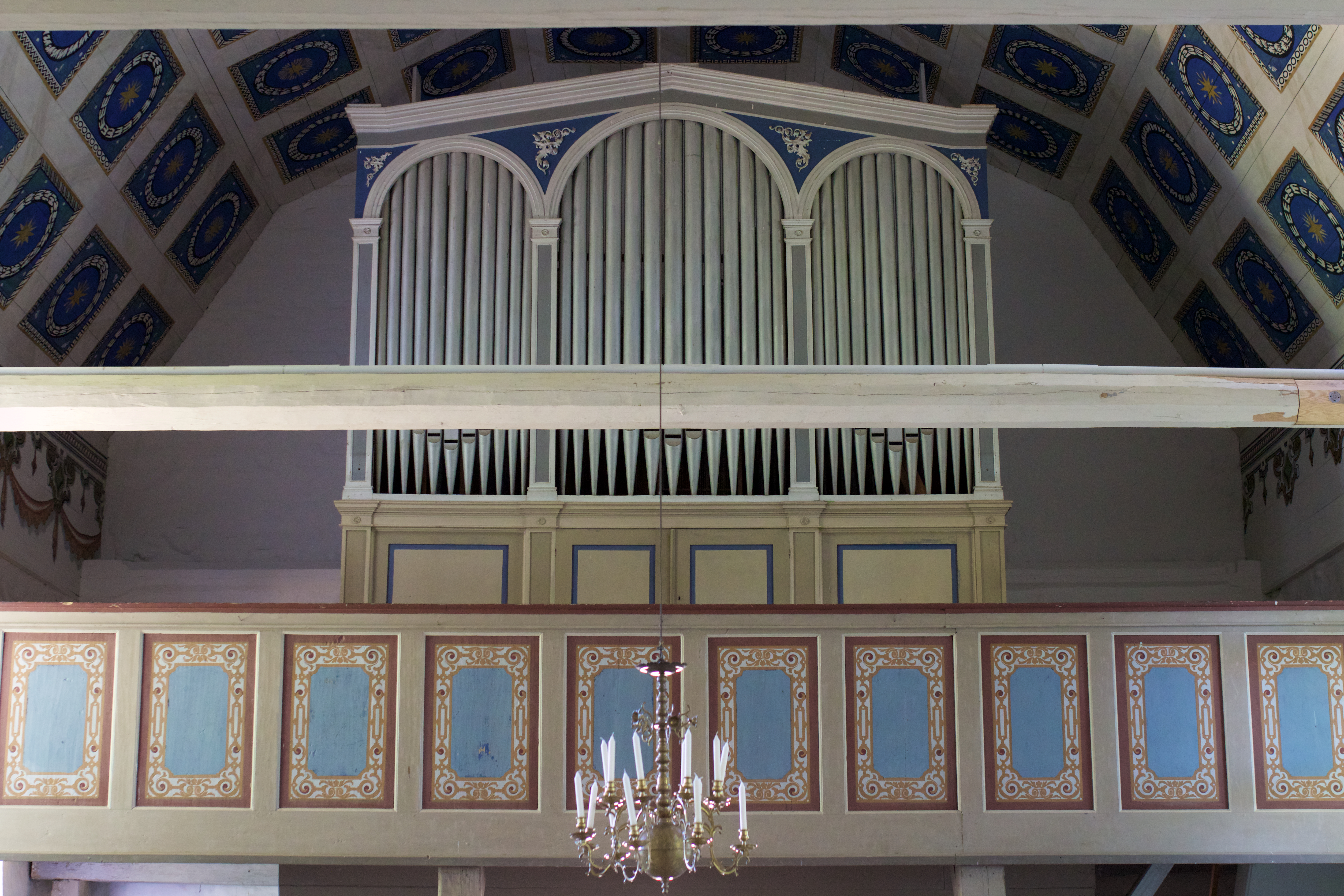
Orgel von Emil Kaltschmidt (1847)

Die Orgel wurde 1847 durch den Stettiner Orgelbauer Friedrich Wilhelm Kaltschmidt gefertigt und 1889 durch Barnim Grüneberg repariert. Der klassizistische Prospekt wird durch drei profilierte Rundbogenfelder unter einem flachen, profilierten Dreiecksgiebel beherrscht. Die Pfeifenflachfelder, deren mittleres Rundbogenfeld leicht überhöht ist, werden durch schlichte Pilaster mit Kapitellen gegliedert. Die blau bemalten Zwickel sind mit weißen Rankenornamenten verziert. Ein unbekannter Orgelbauer führte 1967 und 1978 Renovierungsarbeiten und Umbauten durch. Das Instrument verfügt über elf Register, die auf einem Manual und Pedal verteilt sind, und über mechanische Schleifladen. Etwa die Hälfte der Register von 1847 sind erhalten. Die Disposition lautet wie folgt:
| I Manual C–f3 |       |
| Principal     | 8′    |
| Gedackt       | 8′    |
| Octav         | 4′    |
| Spitzflöte    | 4′    |
| Nasat         | 2 ⁄3′ |
| Blockflöte    | 2′    |
| Oktävlein     | 1′    |
| Mixtur III–IV |       |
| Tremulant     |       |

| Pedal C–d1 |     |
| Subbass    | 16′ |
| Bassflöte  | 8′  |
| Pommer     | 4′  |

- Koppeln: I/P

## Kultur
Überregional bekannt wurde die Kirche durch den 1968 von Pfarrer Martin Bartels initiierten Benzer Kirchensommer, in dessen Rahmen alljährlich zahlreiche Konzerte, Vorträge und Lesungen in der Kirche stattfinden. Nicht zuletzt aufgrund der Auftritte von regimekritischen Liedermachern aus der DDR und Gästen aus dem Westen Deutschlands entwickelte sich der Kirchensommer vor allem in den Achtzigerjahren zu einem Sammelbecken der DDR-Opposition. Zu den Künstlern, die im Rahmen des Kirchensommers in Benz auftraten, gehören u. a. Barbara Thalheim, Gerhard Schöne, Wolf Biermann, Christa Wolf, Rolf Ludwig, Hans Werner Richter, Konstantin Wecker und Dieter Hildebrandt. Am 3. August 2025 gab dort Matthias Grünert ein Orgelkonzert.